# روي ساكو
روي ساكو (باليابانية: 佐光 塁) (14 يونيو 1988 في غيفو في اليابان – )؛ هو لاعب كرة قدم كان يلعب كلاعب وسط.

## وصلات خارجية
- روي ساكو على موقع Soccerway.com (الإنجليزية)